# Njord Law Firm
NJORD Law Firm, formelt NJORD Advokatpartnerselskab, er en dansk advokatvirksomhed, der primært opererer i Norden, de baltiske lande og Tyskland. 
NJORD Law Firm har eksisteret siden 2002, og gennem en række fusioner mellem danske, svenske og baltiske advokatfirmaer har NJORD Law Firm etableret sig som en nordisk advokatvirksomhed.
NJORD Law Firm har 200 medarbejdere på fem kontorer i Aarhus, København, Tallinn, Riga og Vilnius heraf 80 advokater og andre jurister, samt over 100 fra øvrige faggrupper.

## Navn
Navnet NJORD kommer fra den nordiske mytologi. Njord er den nordiske gud for søfart, handel og velstand. Njords magiske skib Skidbladner har altid medvind på havet og kan foldes sammen til et lommetørklæde. 

## Generel beskrivelse
NJORD Law Firm beskæftiger sig med alle erhvervsjuridiske specialer med særligt fokus på forretningsnær rådgivning inden for selskabsret, ansættelsesret, immaterialret, transportret, fast ejendom, entrepriseret, bank og finans samt life science og healthcare.  
NJORD Law Firm yder rådgivning til private virksomheder, organisationer og offentlige myndigheder både nationalt og internationalt inden for i alt 28 forretningsområder. 

### Historie
Advokatvirksomheden NJORD Law Firms blev grundlagt i 2002, da der blev gennemført en fusion mellem et svensk advokatfirma (Magnusson Wahlin) og et dansk advokatfirma (Qvist Stanbrook). Frem til 2015 drev de et nordisk advokatvirksomhed under navnet MAQS Law Firm. I 2015 blev MAQS navnet på et svensk advokatfirma, mens afdelingerne i Danmark og de tre baltiske lande fortsatte under et nyt navn, NJORD Law Firm. 

### Vurdering
I 2016 blev NJORD Law Firm af Legal 500 rangeret som et fremtrædende advokatfirma inden for EU- og konkurrenceret, og to af virksomhedens partnere, Thomas Ryhl og Ulla Fabricius, er udnævnt som ’Leading individuals’ inden for henholdsvis EU- og konkurrenceret samt sø- og transportret. 
Partner Erik Hørlyck blev i 2015 udnævnt til æresdoktor af Aarhus Universitet.